# Distrito de los lagos de Masuria
El Distrito de los lagos de Masuria o Tierra de los lagos de Masuria (en polaco: Pojezierze Mazurskie; en alemán: Masurische Seenplatte) es un distrito lacustre del noreste de Polonia (antigua Masuria) el cual contabiliza más de 2.700 lagos. En la actualidad se encuentra compitiendo en la lista por ser seleccionado como una de las Siete maravillas naturales del mundo.
Se extiende unos 290 kilómetros al este de la parte baja del río Vístula hacia la frontera de Polonia con Lituania y ocupa una superficie cercana a los 52.000 km². Administrativamente, el distrito se encuentra casi íntegramente en el Voivodato de Varmia y Masuria, con pequeñas partes en los voivodatos de Mazovia y de Podlaquia. Los lagos están bien conectados por ríos y canales, formando un gran sistema de comunicación fluvial. Toda la zona se ha convertido en un destino de primera opción para practicantes de vela o piragüismo, y es muy popular entre pescadores, senderistas, ciclistas y amantes de la naturaleza.

## Historia
La zona fue conformada durante la edad de hielo del Pleistoceno. Bastantes de sus colinas son partes de las morrenas y muchos de los lagos son lagos de origen morrénico. El territorio fue sucesivamente parte del Estado Monástico de los Caballeros Teutónicos, del Ducado de Prusia, y de una provincia de Prusia Oriental. Mientras fue parte del Imperio alemán, fue la zona donde se sostuvo la Primera batalla de los Lagos Masurianos (en 1914) y también la Segunda batalla de los Lagos Masurianos (en 1915) durante la Primera Guerra Mundial. En 1945, después de la Segunda Guerra Mundial, se concedió su soberanía a Polonia según las disposiciones de la Conferencia de Potsdam y desde entonces forma parte del país.

## Turismo

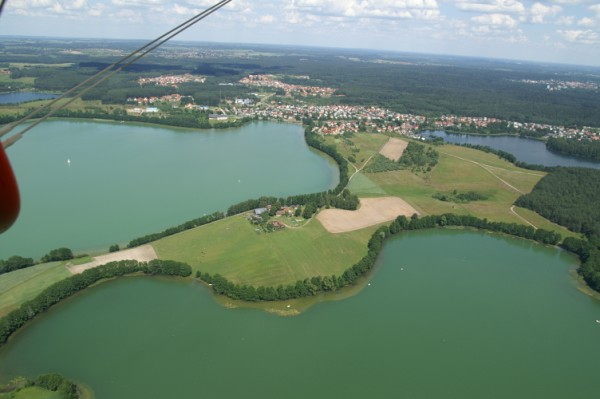
Vista aérea de la región de Łupstych

Se puede llegar a la región de Masuria por tren, autobús o coche desde cualquier lugar de Polonia o Lituania. Los aeropuertos internacionales más cercanos están en Varsovia, Gdańsk y Vilna. El principal centro de transportes de la región está en la ciudad de Ełk. Existen trenes que hacen el recorrido a Masuria desde Varsovia, Gdańsk y Vilna, y los autobuses que llevan allí se pueden encontrar desde muchas ciudades polacas.
Los hoteles se pueden encontrar principalmente alrededor de los grandes lagos de Masuria, en concreto en las ciudades de Giżycko y Mikołajki, así como en la más grande ciudad de Ełk. También existen alojamientos en casas y camping en pueblos y áreas rurales.

### Visitas y actividades

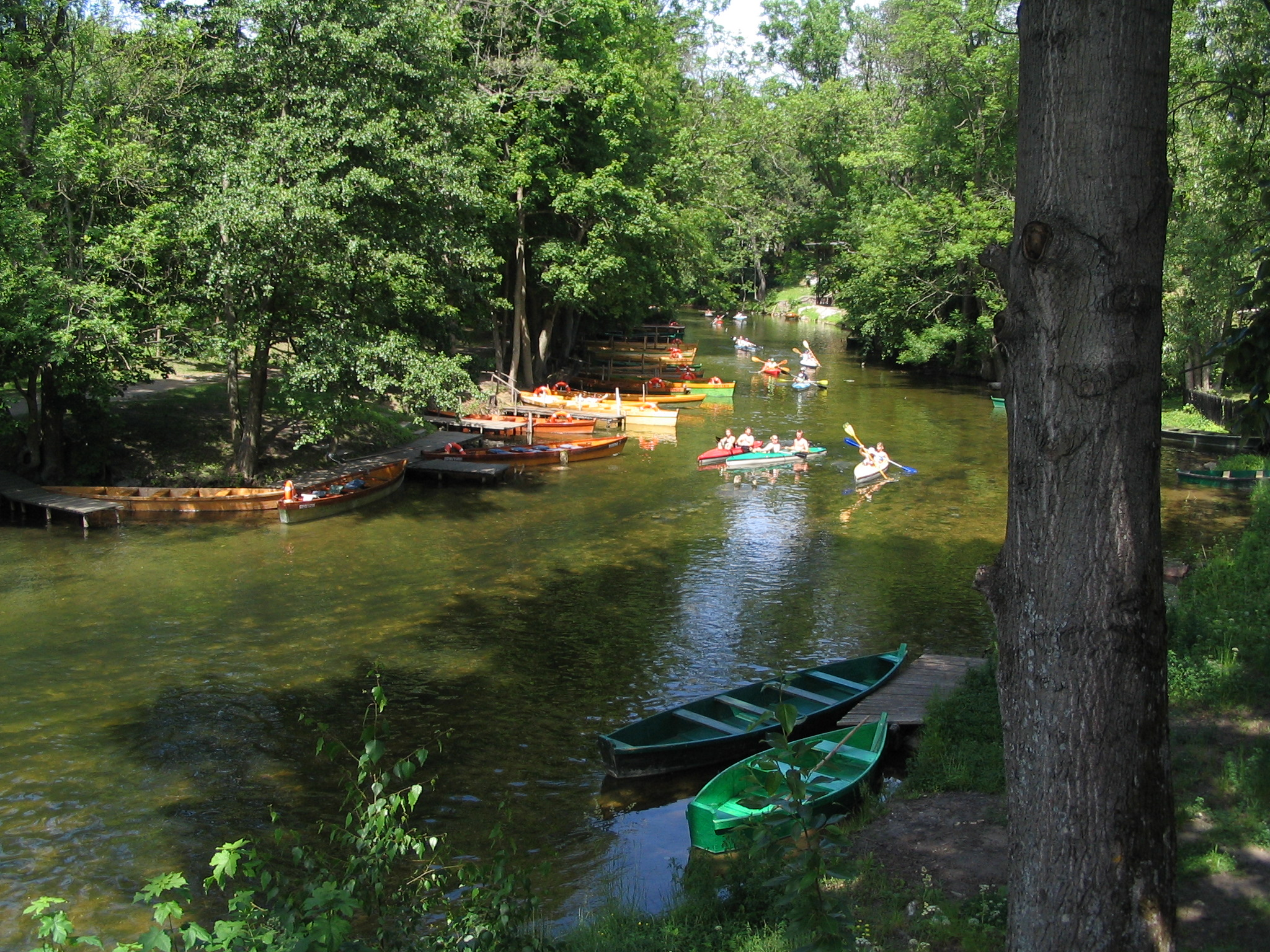
Practicando kajak en río Krutynia

Masuria es famosa por sus numerosos lagos y la cercanía de sus bosques y ofrece una gran variedad de actividades al aire libre. La región incluye el mayor lago de Polonia, el Lago Śniardwy así como centros turísticos en lagos más pequeños en los siguientes pueblos: Giżycko, Mikołajki, Ełk, Węgorzewo, Ryn, Ostróda, Pisz y Iława. La mayor localidad de Masuria, es la ciudad de Ełk que tiene 56.156 habitantes sobre el lago Ełckie. Los centros más populares de Masuria son Mikołajki y Giżycko. Giżycko se encuentra en la costa del lago Niegocin, y tiene un fuerte histórico, así como barcos de travesía hacia las localidades de Węgorzewo, Mikołajki y Ruciane-Nida. La ciudad histórica de Mikołajki también es un popular centro turístico con sus iglesias históricas y puentes. 
Por lo demás, los lagos del distrito tienen ríos cercanos para practicar la pesca, así como bosques que ofrecen rutas de senderismo o bicicleta. Existe una variedad de fauna y flora, así como grandes áreas protegidas, como el Parque reserva de Masuria —que comprende 11 reservas naturales, como el lago Łuknajno que es una Reserva de la Biosfera según ha catalogado la UNESCO— o el bosque Białowieża, con una zona de cría de bisontes.

## Clima
Masuria tiene un clima templado con inviernos fríos y veranos templados. El clima es más frío que en otras partes de Polonia, y el área también recibe más nieve durante el invierno. Los lagos Masurian habitualmente se encuentran helados desde diciembre hasta abril. La primavera suele ser húmeda, mientras que los veranos son más secos. 